# Gelat italià

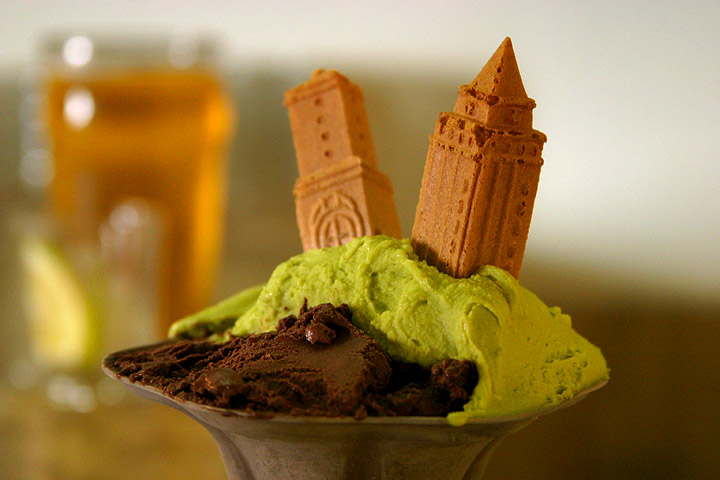
Gelat italià decorat amb dues galetes amb forma de torre.

El gelat italià (en italià: gelato) és la variant regional italiana del gelat. Com a tal, s'elabora amb els mateixos ingredients que la majoria de la resta de postres lactis congelades: llet, nata, diversos sucres i aromes, incloent-hi fruites i fruita seca. Quan incorpora d'altres ingredients, aquests s'afegeixen després de la congelació del gelat.
El gelato italià difereix de la resta de gelats en tenir un més petit contingut de greix butíric, típicament del 4 al 8% (se li afegeix llet desnatada com a sòlid). També acostuma a ésser baix en sucre, tenint entre un 16 i un 22%, estant aquesta quantitat curosament equilibrada amb l'aigua per evitar que aquesta es glaci. Els tipus de sucre emprats són la sacarosa i la dextrosa, emprant-se sucre invertit per controlar la dolçor del producte final. Típicament, el gelat i el sorbet italià contenen una base estabilitzadora, que acostuma a ser rovell d'ou en els gusts basats en crema groga, com la crema sabaiona i el flam.
La barreja d'ingredients acostuma a fer-se en calent, incloent la pasteurització. La base blanca s'escalfa a 85 °C, pujant a 90 °C en el cas del gelat de xocolata, que tradicionalment es fa a partir de cacau en pols. La base de crema groga amb rovell d'ou s'escalfa a 65 °C. La barreja per al gelat necessita reposar algunes hores després de la pasteurització perquè les proteïnes de la llet s'hidratin o uneixin amb l'aigua. Aquesta hidratació redueix la mida dels cristalls de gel, resultant una textura suau del producte final.
A diferència del gelat industrial d'altres tipus, que es congela en un refrigerador de funcionament continu, el gelato es congela molt ràpidament en petites porcions individuals. El refrigerador usat incorpora aire a la barreja a mesura que aquesta es glaça, fins a suposar entre un 20% i un 35% del total. Això fa que el producte final sigui més dens i tingui un gust més intens, a costa de reduir la seva data de caducitat. El gelat artesà d'alta qualitat manté la seva textura adequada als delicats cristalls de gel i gust òptims només uns pocs dies, també encara que s'emmagatzemi curosament a la temperatura adequada. Per això les gelateries acostumen a elaborar el seu propi gelat al mateix local.

## Història
La història del gelat italià es remunta a les postres gelades servides a Sicília, antiga Roma i Egipte, que s'elaboraven amb gel i neu portat] de cims muntanyosos i conservats sota terra. Més recentment el gelat apareixia als banquets de la cort dels Mèdici a Florència. De fet, es diu que el florentí Bernardo Buontalenti va inventar els gelats moderns el 1565, quan va presentar la seva recepta i les seves innovadores tècniques de refrigeració a Caterina de Mèdici, qui alhora va exportar la novetat a França, on el 1686 el pescador sicilià Francesco Procopio dei Coltelli va perfeccionar la primera màquina gelatera.
Tanmateix, la popularitat del gelat entre el públic general no va créixer fins als anys 1920 i 1930, quan a la ciutat de Varese, al nord d'Itàlia, va desenvolupar el primer carretó de gelats.